# Fender Custom
Fender Custom (ili Maverick) je model električne gitare koja je na tržištu bila dostupna kratkog vijeka. Proizvela ju je 1969. godine s logom Fender velika dioničarska kompanija CBS. U osnovi to je šestožičani model Fender Electric XII gitare nastao u pokušaju da se neiskorištene tvorničke zalihe: tijela, vrata i magneta Electric XII modela umjesto da budu jednostavno otpisane, sada potroše s neiskorištenim mostovima Fender Mustang modela, i sve zajedno objedini u novi Custom model. Šest rupa na glavi vrata za mjesta mehanizma žica naknadno su strojno urađene. Sveukupna izvedba i sadržaj ugrađenih komponenti u model Custom je ista kao i u modelu Swinger, prilagođena nižoj kvaliteti, i stoga je i prodaja bila očekivano slabija. Ovi modeli nisu se mogli natjecati s ostalim popularnijim fenderovim modelima. Unatoč svemu, istaknuti fan poklonik modela Custom je gitarist Rick Niels iz američkog rock sastava Cheap Trick.

## Vanjske poveznice
- [neaktivna poveznica] "Fender Custom Maverick 1969, Sunburst"
- "stranica s informacijama i slikama modela gitare"